# Ehrenmal der Radiologie

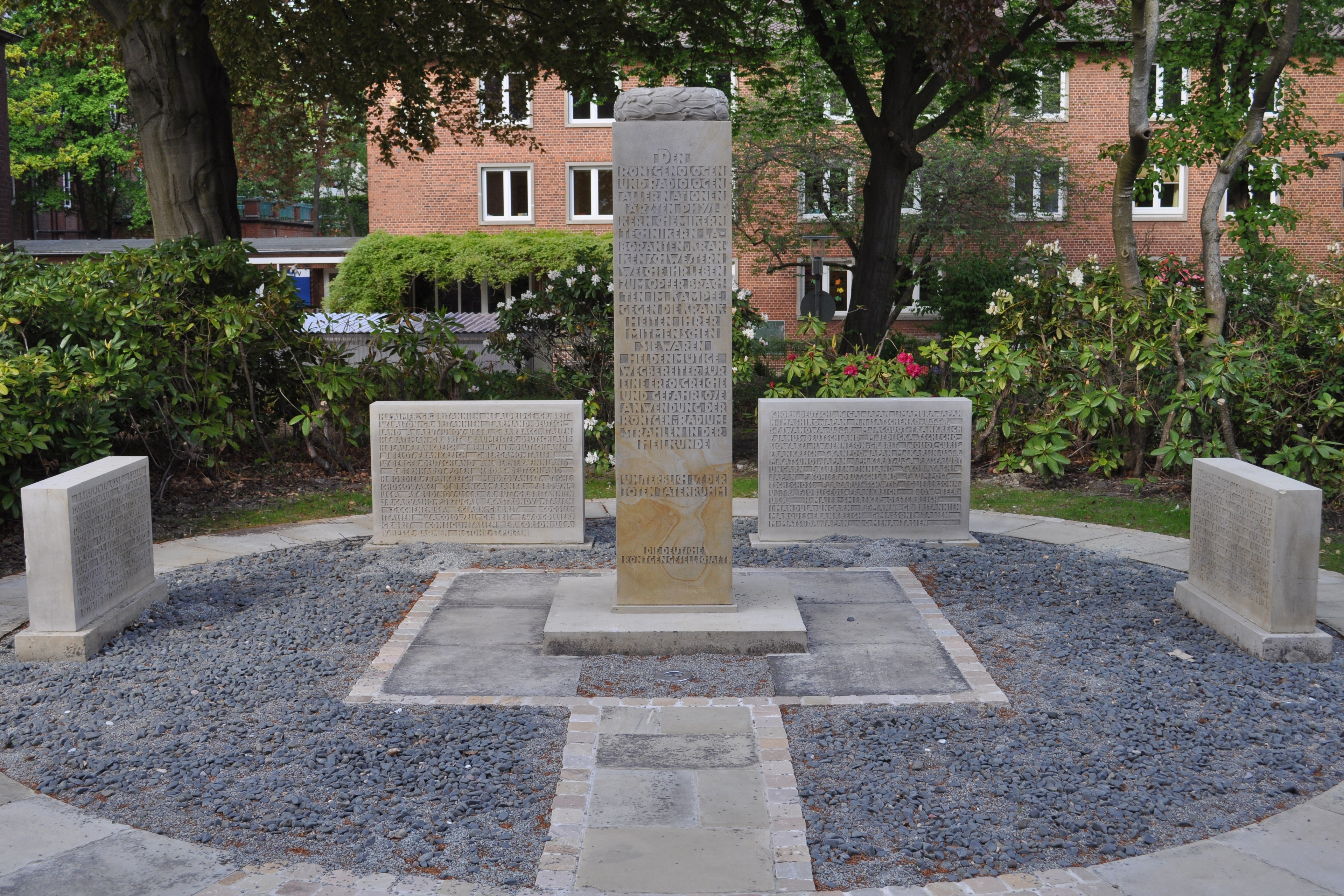
Das Ehrenmal der Radiologie in Hamburg

Das Ehrenmal der Radiologie ist ein Denkmal im Garten des Krankenhauses St. Georg in Hamburg-St. Georg, das an die Opfer unter den ersten medizinischen Anwendern der Röntgenstrahlung erinnern soll.

## Geschichte
Der Gedenkstein wurde von dem Leiter der Strahlenabteilung der Staatlichen Krankenanstalten Bremen, Hans Meyer, finanziert. Meyer hatte auch die Namen der 159 verstorbenen Ärzte, Physiker, Techniker, Laboranten und Krankenschwestern aus verschiedenen Ländern recherchiert, indem er in den Röntgengesellschaften dieser Länder Namen, Fotos und Lebensgeschichten erfragte. Meyer und Hermann Holthusen, Chefarzt der Radiologischen Abteilung des Allgemeinen Krankenhauses St. Georg in Hamburg, legten den Garten des Krankenhauses St. Georg als Standort des Denkmals fest.
Das Mahnmal wurde am 4. April 1936 eingeweiht. Als Vertreter der Radiologen des Auslandes sprach Antoine Béclère.

« …Le grand nom et la célèbre découverte de Röntgen font partie de votre patrimoine national, vous en êtes légitimement fiers. Vous auriez pu, sans encourir aucune critique, réserver ce monument aux seuls victimes de nationalité allemande. Vous ne l’avez pas voulu. Les noms de ceux qui dans tous les pays civilisés ont voué et sacrifié leur vie au même ideal ont été ici fraternellement réunis dans le même hommage,… »

„…Röntgens Name und seine berühmte Entdeckung sind Teil Ihres nationalen Erbes, mit Recht sind Sie stolz darauf. Sie hätten, ohne Kritik hervorzurufen, dieses Ehrenmal den Opfern deutscher Nationalität widmen können. Sie haben dies nicht gewollt. Die Namen derer, die in allen zivilisierten Ländern ihr Leben demselben Ideal gewidmet und geopfert haben, sind hier brüderlich in derselben Ehre vereint,…“

Das Denkmal wurde 1938 um 17 Namen ergänzt, 1960 auf insgesamt 359.
Der erste Name auf dem Gedenkstein ist der Heinrich Albers-Schönbergs. Schönberg war Gründer des Röntgenhauses am Krankenhaus St. Georg und gemeinsam mit Georg Deycke Erstherausgeber der radiologischen Fachzeitschrift Fortschritte auf dem Gebiet der Röntgenstrahlen (RöFo). Er gilt als erster Röntgenfacharzt Deutschlands.

## Ehrenbuch der Radiologen aller Nationen
Die Namen der auf dem Denkmal geehrten Männer und Frauen und ihre Biografien wurden – soweit verfügbar – in einem Ehrenbuch der Radiologen aller Nationen zusammengefasst, das 1960 in zweiter und 1992 in dritter Auflage erschien. Die dritte Auflage enthält auch Namen von nach 1960 Verstorbenen. Die biografischen Texte sind unterschiedlich lang und enthalten neben Hinweisen auf berufliche und wissenschaftliche Leistungen meist auch ausführliche Beschreibungen der strahlenbedingten Erkrankungen – Leukämien und aplastische Anämien, Hautkrebs meist von Händen und Gesicht, selten Unfälle mit Hochspannung – und oft auch von langem Siechtum und qualvollem Tod.
Das – zeitlich gesehen – erste Opfer, an das erinnert wird, ist Friedrich Clausen (1864–1900), der zwischen 1896 und 1900 in zahlreichen Experimentalvorträgen die Röntgenstrahlung demonstrierte. Insgesamt wird im Ehrenbuch an „Forscher, Ärzte, Physiker, Röntgentechniker, Laboranten und Krankenschwestern“ aus 23 Ländern erinnert: Australien, Belgien, Dänemark, Deutschland, Finnland, Frankreich, Griechenland, Großbritannien, Israel, Italien, Japan, Jugoslawien, Niederländisch-Indien, Österreich, Polen, Portugal, Russland, Schweden, Schweiz, Spanien, Tschechoslowakei, Ungarn, Vereinigte Staaten.
Das Buch erhebt keinen Anspruch auf Vollständigkeit. Im Vorwort zur zweiten Auflage schreiben die Herausgeber: „Wenn wir trotz aller Bemühungen nicht alle Strahlenopfer erfaßt haben sollten, so bescheiden wir uns in dem Bewußtsein der Unvollkommenheit allen Strebens.“ Und der letzte überlebende Herausgeber, W. Molineus, schreibt im Vorwort zur dritten Auflage: „Über diese Unvollständigkeit unserer Sammlung muß uns der Gedanke trösten, daß es neue Opfer nicht mehr geben wird, nachdem die Gefahren der ionisierenden Strahlen allgemein bekannt sind.“

### Aufgeführte Personen
Zu den Geehrten zählen (Auswahl):
- Heinrich Ernst Albers-Schönberg (deutscher Radiologe, 1865–1921)
- Gustav Baer (Schweizer Radiologe, 1865–1925)
- Frederick Henry Baetjer (US-amerikanischer Radiologe, 1874–1933)
- Burton Eugene Baker (US-amerikanischer Ingenieur, 1871–1913)
- Leonhard Baumeister (deutscher Ingenieur, 1874–1953)
- Eugen Beaujard (französischer Radiologe, 1874–1937)
- Jean Bergonié (französischer Radiologe, 1857–1925)
- Elis Berven (schwedischer Radiologe, 1885–1966)
- Joseph Boine (belgischer Radiologe, 1883–1935)
- Percy Brown (US-amerikanischer Radiologe, ?–1950)
- William Ironside Bruce (britischer Radiologe, 1876–1921)
- Eugene Wilson Caldwell (US-amerikanischer Ingenieur und Radiologe, 1870–1918)
- Joaquim Roberto Cavalho (portugiesischer Radiologe, 1893–1944)
- Felipe Carriazo (spanischer Radiologe, 1854–1919)
- Edmond Castex (französischer Physiker, 1868–1931)
- Ettore Castronovo (italienischer Radiologe, 1894–1954)
- Alfred Cerné (französischer Chirurg und Politiker, 1856–1937)
- Antonio Coppola (italienischer Radiologe, ?–1922)
- Alois Czepa (österreichischer Radiologe, 1886–1931)
- Fritz Dautwitz (österreichischer Radiologe, 1877–1932)
- Friedrich Dessauer (deutscher Radiologe und Physiker, 1881–1963)
- Étienne Destot (französischer Radiologe, 1864–1918)
- Jonn Duken (deutscher Radiologe, 1889–1954)
- Gyula Elischer von Thurzóbánya (ungarischer Radiologe, 1875–1929)
- Arthur W. Erskine (US-amerikanischer Radiologe, 1885–1952)
- Johan Frederik Fischer (dänischer Radiologe, 1868–1922)
- William Hope Fowler (britischer Radiologe, 1876–1933)
- Shigeo Furuya (japanischer Radiologe, 1891–1955)
- Fritz Giesel (deutscher Chemiker, 1852–1927)
- Hermann Gocht (deutscher Radiologe, 1869–1938)
- Maximilian Gortan (italienischer Radiologe, 1873–ca. 1936)
- Fedor Haenisch (deutscher Radiologe, 1874–1952)
- John F. Hall-Edwards (britischer Radiologe, 1858–1926)
- Anna Hamann (deutsch-US-amerikanische Radiologin, 1894–1969)
- Joseph Gilbert Hamilton, (US-amerikanischer Physiker, 1907–1957)
- Georges Haret (französischer Radiologe, 1874–1932)
- Georg Heber (deutscher Elektrotechniker, 1872–1931)
- Guido Holzknecht (österreichischer Radiologe, 1872–1931)
- Hermann Hopf (Schweizer Radiologe, † nach 1928)
- Friedrich Janus (deutscher Ingenieur, 1875–1951)
- Rudolf Jedlička (tschechoslowakischer Radiologe, 1869–1926)
- Irène Joliot-Curie (französische Physikerin, 1897–1956)
- James Philip Kerby (US-amerikanischer Radiologe, 1886–1952)
- Friedrich Klingelfuss (Schweizer Ingenieur, 1859–1932)
- Paul Lazarus (deutscher Radiologe, 1873–1957)
- Charles Lester Leonard (US-amerikanischer Radiologe, 1861–1913)
- Adolphe Leray (französischer Radiologe, 1865–1926)
- Max Levy-Dorn (deutscher Radiologe, 1863–1929)
- Félix Lobligeois (französischer Radiologe, 1874–1941)
- Bertram V. A. Low-Beer (US-amerikanischer Radiologe, 1900–1955)
- C. R. C. Lyster (britischer Radiologe, ca. 1859–1920)
- Robert Hermann Machlett (deutsch-US-amerikanischer Glasbläser und Ingenieur, 1872–1926)
- Stanley Melville (britischer Radiologe, 1867–1934)
- José Casimiro Carteado Mena (portugiesischer Radiologe, 1876–1949)
- Carl Heinrich Florenz Müller (deutscher Unternehmer, 1845–1912)
- John T. Murphy, (US-amerikanischer Radiologe, 1885–1944)
- Takashi Nagai (japanischer Radiologe, 1908–1951)
- Ernest Payne (britischer Radiologe, 1875–1936)
- Mario Ponzio (italienischer Radiologe, 1885–1956)
- Blandina Ridder (deutsche Krankenschwester, 1871–1916)
- Heber Robarts (US-amerikanischer Radiologe, 1852–1922)
- Jacob Rosenblatt (russischer Radiologe, 1872–1928)
- Francis Le Roy Satterlee (US-amerikanischer Physiker und Radiologe, 1881–1935)
- Arthur Schaarschmidt (Deutscher Ingenieur, 1879–1959)
- Otto Schreiber (deutscher Aufnahmetechniker und Fotograf, 1882–1925)
- Fumiyo Shimadzu (japanische Radiologin, 1902–1967)
- Marie Sklodowska-Curie (polnisch-französische Physikerin, 1867–1934)
- Hilde Maier-Smereker (österreichische Physikerin, 1893–1954)
- Ernst Sommer (Schweizer Radiologe, 1872–1938)
- Adrien Celestin Marie Soret (französischer Radiologe, 1854–1931)
- Itsuma Suetsugu (japanischer Radiologe, 1893–1965)
- Auguste-Jean-Baptiste Tauleigne (französischer Geistlicher und Röntgentechniker, ?–1926)
- Benjamin Franklin Thomas (US-amerikanischer Physiker, 1850–1911)
- Tamonji Urano (japanischer Radiologe, 1886–1954)
- Charles Vaillant (französischer Radiologe, 1872–1942)
- Harry Fuller Waite (US-amerikanischer Ingenieur, 1872–1946)
- Louis Andrew Weigel (US-amerikanischer Chirurg, 1854–1906)
- John Duncan White (britischer Radiologe, 1896–1955)
- Sofia Vasilievna Ivanova-Podobed (sowjetische Radiologin, 1887–1953)